# Герб Грозного
Герб Грозного — является официальным символом города Гро́зный, столицы Чеченской Республики. Утвержден 22 сентября 2010 года, внесен в Государственный геральдический регистр РФ под № 6266.

## Описание
В зелёном поле на червлёной, обременённой серебряным поясом, оконечности — мечеть того же металла, имеющая оконные и дверные проёмы в цвет поля, лазоревые кровли и золотой шпиль с полумесяцем рогами вверх на главном куполе, между парами минаретов, также серебряных с лазоревыми кровлями, имеющими золотые навершия, причём с каждой стороны один минарет изображен вплотную к мечети, а другой поодаль; мечеть и минареты стоят на серебряном основании в виде трёх ступеней, из которых нижняя вписана в щит.

## Авторы
Разработчики герба — Александр Грефенштейн (автор компьютерного дизайна герба) и Дмитрий Иванов.

## В период Российской империи

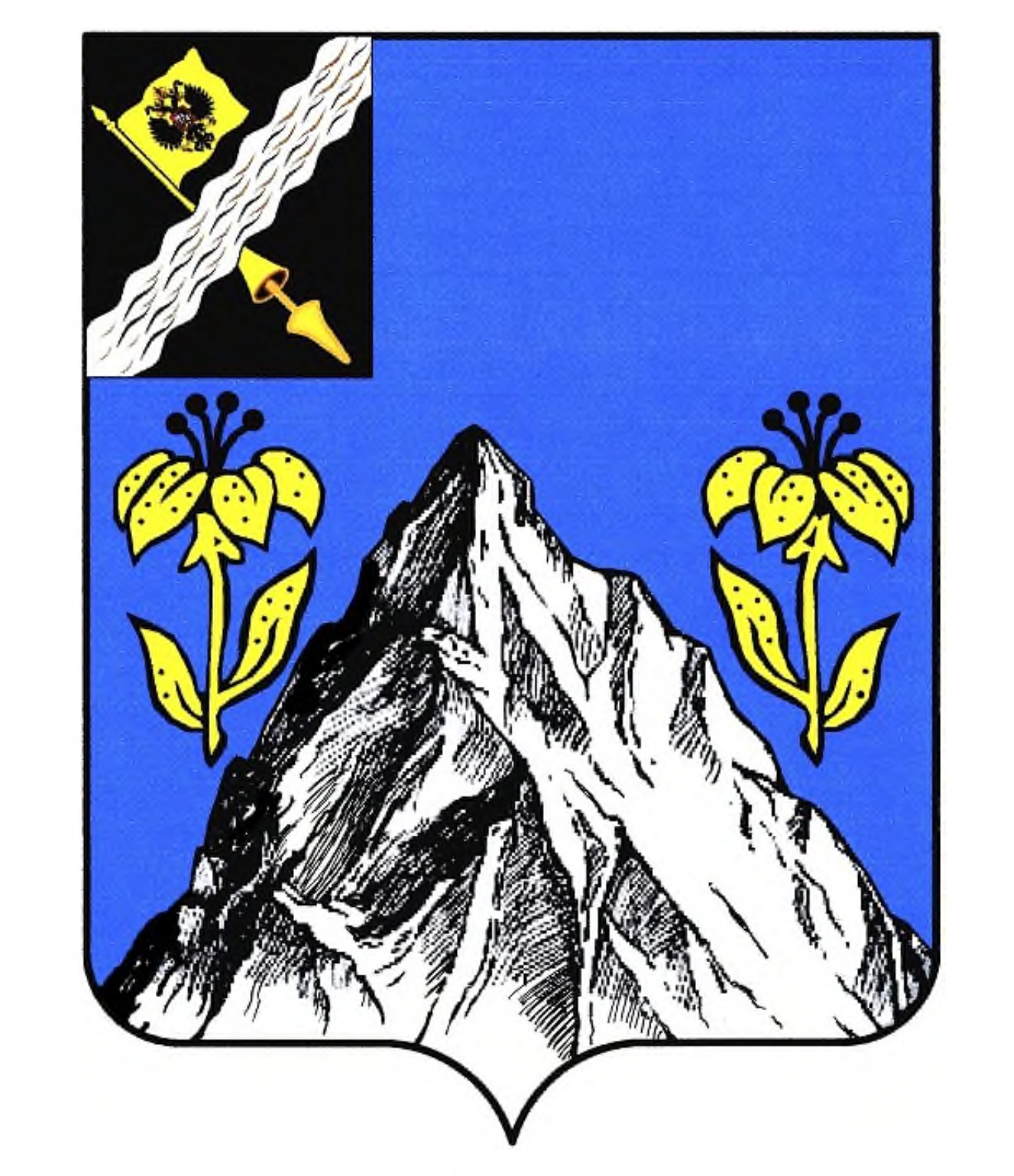
Герб Грозного 1875 года.

15 марта 1873 года был утвержден герб Терской области, затем в 1875 году герб города Грозного:
«В черном щите, серебряная волнообразная перевязь вправо. Императорский штандарт на золотом древке. Щит увенчан Царской Короной и окружен золотыми дубовыми листьями, соединенными Александровской лентой». Серебряная перевязь символизирует Терек, который долгое время был российской границей на Северном Кавказе. Теперь оба его берега были объединены Императорским штандартом, и Терек стал полностью российским. Проект герба города Грозного был выполнен Б. В. Кёне. Он изобразил на лазоревом щите — серебряную гору, сопровождаемую по бокам двумя золотыми морскими лилиями. В правой вольной части — герб Терской области. Размещение областного герба в вольной части показывает не соподчиненность, а территориальную принадлежность города или области.

## В Советский период

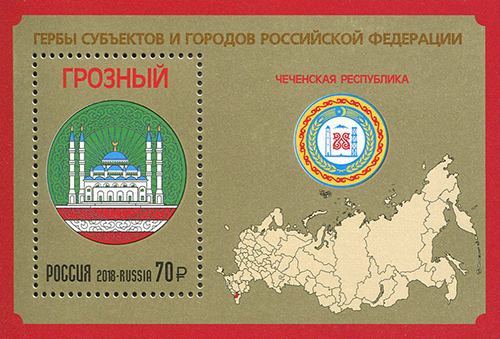
Почтовая марка. Гербы субъектов и городов Российской Федерации. Чеченская Республика.

Советский герб Грозного был утверждён 20 августа 1969 года. Авторы рисунка герба: Николай Павлович Крымский, Г. А. Шаталов, В. И. Николайчик.

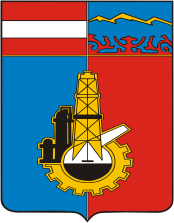
Герб Грозного 1969 года.

Герб имеет традиционную форму щита, разделенного на 2 вертикальные и 2 горизонтальные части. Верхняя планка имеет 1/4 часть всей высоты и состоит из 2 сюжетов: в правой [от зрителя] стороне муаровая орденская лента, символизирующая славные революционные и трудовые традиции грозненского пролетариата, награжденного орденом Боевого Красного Знамени. В левой [от зрителя] стороне изображены 3 горные вершины, под которыми расположен орнамент в национальном мотиве, утверждающий, что город Грозный является столицей Чечено-Ингушской АССР. В нижней части, состоящей из 3/4 всей высоты, на фоне флага Российской Федерации геральдический знак, изображающий основной экономический профиль города, представленный ведущими отраслями промышленности — нефтедобывающей, нефтеперерабатывающей, нефтехимической, машиностроением и наукой, состоящий из следующих символов — буровой вышки, нефтеперерабатывающей установки, реторты, заполненной до половины нефтью, и зубчатого колеса.